# Glenn McQuaid
Glenn McQuaid, detto Barney (Dublino, 28 giugno 1973), è un regista e sceneggiatore irlandese.

## Biografia
Da sempre vicino alle arti, in gioventù fu iscritto dal Dublin Youth Theatre. All'età di 13 anni scrisse la sua prima sceneggiatura, intitolata The Morticians. Decise che avrebbe debuttato nel cinema solo quando nel 1990, visitò il set de Il campo, film drammatico di Jim Sheridan, con Richard Harris e Sean Bean.
Nel 2001 prese parte al primo impegno cinematografico della sua carriera nella commedia romantica Kissing Jessica Stein di Charles Herman-Wurmfeld, nella quale lavorò come titolista. Con lo stesso incarico partecipò ai cortometraggi Wholey Mose del 2003 e Time Enough at Last del 2004, svolgendo il ruolo di coordinatore titolista in The Off Season lo stesso anno.
Debuttò come regista con il cortometraggio di genere thriller The Resurrection Apprentice nel 2005, del quale curò anche sceneggiatura e montaggio. Dopo di esso, fino al 2007 lavorò quasi esclusivamente nel settore degli effetti visivi, ricoprendo la carica di supervisore in The Roost, The Last Winter (qui anche come titolista e regista di seconda unità), Trigger Man e Liberty Kid.
Nel 2008 realizzò la commedia dell'orrore I Sell the Dead per conto della compagnia indipendente Glass Eye Pix del produttore Larry Fessenden, tra l'altro coprotagonista del film. Riscontrando un cospicuo successo, il film si è collocato all'interno del festival del Cinema Indipendente di Buenos Aires e del più noto Toronto Film Festival. McQuaid ha ricevuto per il film molte critiche positive nonostante si trattasse il suo primo lungometraggio, in particolar modo per la capacità di «infondere al suo cinema quella magia delle atmosfere da tenebrosa fiaba gotica, restituendo i sapori di un immaginario "fin de siècle" davvero di grande suggestione».

## Filmografia
- The Resurrection Apprentice (2005, corto)
- I Sell the Dead (2008)